# 테트주

테트주

테트주(포르투갈어: Tete)는 모잠비크 서부에 위치한 주로, 주도는 테트이며 면적은 100,724km2, 인구는 1,551,949명(2006년 기준)이다. 마니카주와 소팔라주, 잠베지아주와 인접해 있으며 말라위와 잠비아, 짐바브웨 세 나라와 국경을 맞대고 있는 주이기도 하다.

## 인구
| 연도    | 인구      | ±% p.a. |
| ------- | --------- | ------- |
| 1980    | 831,000   | —       |
| 1997    | 1,226,008 | +2.31%  |
| 2007    | 1,807,485 | +3.96%  |
| 2017    | 2,648,941 | +3.90%  |
| source: |           |         |